# Leandro Despouy
Leandro Despouy (né à San Luis en Argentine le 4 avril 1947 et mort à Buenos Aires le 18 décembre 2019) est un avocat des droits de l'homme. Il a exercé de nombreuses fonctions au sein du système de protection des droits de l'homme des  Nations unies, entre autres Rapporteur spécial sur l'indépendance des juges et des avocats d'août 2003 à fin juillet 2009 à la Commission des droits de l'homme. Il a également été rapporteur spécial de la sous-commission pour la prévention de la discrimination et la protection des minorités.
Despouy était l'un des cinq auteurs d'un rapport sur les violations des droits de l'homme commises contre les captifs extrajudiciaires que les États-Unis détiennent dans sa base navale de Guantanamo Bay à Cuba.
Il a joué un rôle important dans la reconnaissance de l'extrême pauvreté en tant que problème des droits de l'homme au sein du système des Nations unies.
En 2016, il a reçu le Premio Konex.
De 2002 à 2016, Despouy a été président de la Cour des comptes (Auditoría General de la Nación) d'Argentine.